# Monte Carlo Country Club
Monte Carlo Country Club je tenisový oddíl původně založený v Monaku roku 1893 pod názvem Lawn Tennis de Monte-Carlo. Po několika stěhováních se v roce 1928 usídlil na území francouzské obce Roquebrune-Cap-Martin v departementu Alpes-Maritimes při severovýchodní hranici Monaka a následně získal nový název.
Monte Carlo Country Club je členem Monacké tenisové federace a Francouzské tenisové federace. Prezidentkou klubu se v roce 2020 stala Melanie-Antoinetta de Massy.
Na ploše 33 400 m2 areál zahrnuje 21 antukových dvorců, z toho 2 kryté, 13 osvětlených a 2 další kurty s tvrdým povrchem. Součástí jsou restaurace, dva squashové kurty, bazén a další zařízení. Kapacita centrálního dvorec Rainiera III. (Court Rainier III) činí 10 200 diváků. Aréna získala jméno po knížeti Rainieru III.
Od roku 1897 se na kurtech klubu hraje Monte-Carlo Masters, které patří s grandslamem Roland Garros a International German Open k nejstarším turnajům v kontinentální Evropě.

## Historie
Původní monacký oddíl „Lawn Tennis de Monte-Carlo“ byl založen 2. dubna 1893 s antukovými dvorci postavenými nad sklepením Hôtel de Paris. Roku 1912 pak vlastník hotelu a oddílu, monacká společnost Société des Bains de Mer (SBM), naplánovala rozšíření hotelu a klub se přestěhoval do centrální čtvrti La Condamine, kde vznikly čtyři kurty. V důsledku pokračující městské výstavby změnil oddíl působiště a nové tři dvorce s klubovnou byly zřízeny nad zastřešenými garážemi. Při otevření 28. ledna 1921 také došlo k přejmenování oddílu na „Festa Country Club“.
V roce 1925 na turnaj zavítala Francouzka Suzanne Lenglenová. Obdivovatel tenistky, americký filantrop George Pierce Butler, prohlásil, že „její hvězdný status si zaslouží klenot, nikoli jen pouhou střechu nad garáží,“ a rozhodl se přesvědčit monacké autority a vlastníka SBM k výstavbě nového areálu. Monacký kníže Ludvík II. souhlasil s investicí až do výše 100 milionů franků. Pro nedostatek místa došlo k zakoupení půdy na katastru přihraniční francouzské obce Roquebrune-Cap-Martin, kde přibližně 1 500 dělníků za půl roku vystavělo terasový areál, když každá z teras obsahovala dva až tři dvorce oddělené květinami a cypřiši. Architekt Charles Letrosne celý komplex navrhl ve stylu art deco. Klub získal 20 antukových dvorců, z toho 12 soutěžních, restauraci s kapacitou 150 míst a skříňky až pro 700 členů oddílu. Dokončený areál byl otevřen v únoru 1928 monackým knížetem Ludvíkem II., za přítomnosti švédského krále Gustava V., prince Artura Sasko-Koburského, prince Mikuláše Řeckého a Dánského, velkovévodkyně Jeleny Vladimirovny a velkovévody Andreje Vladimiroviče Ruského. Deset měsíců poté oddíl získal jméno „Monte-Carlo Country Club“.
Na přání monackého knížete Rainiera III. se v roce 1972 prezidentkou klubu stala jeho starší sestra princezna Antoinette Monacká, od níž vedení roku 2008 převzala dcera Elisabeth-Anne de Massy, působící také v roli prezidentky Monacké tenisové federace. Po úmrtí Elisabeth-Anny de Massy v červnu 2020 přešlo prezidentství klubu i federace na její dceru Melanii-Antoinettu de Massy.
V letech 2016–2020 proběhla ve čtyřech fázích modernizace areálu včetně výstavby víceúčelové budovy s novým tiskovým střediskem. Následně byly do areálu začleněny další venkovní prostory. Před rozehráním turnaje v dubnu 2023 tak již všechny terasy s dvorci směřovaly na jih k pobřeží Středozemního moře.

## Galerie

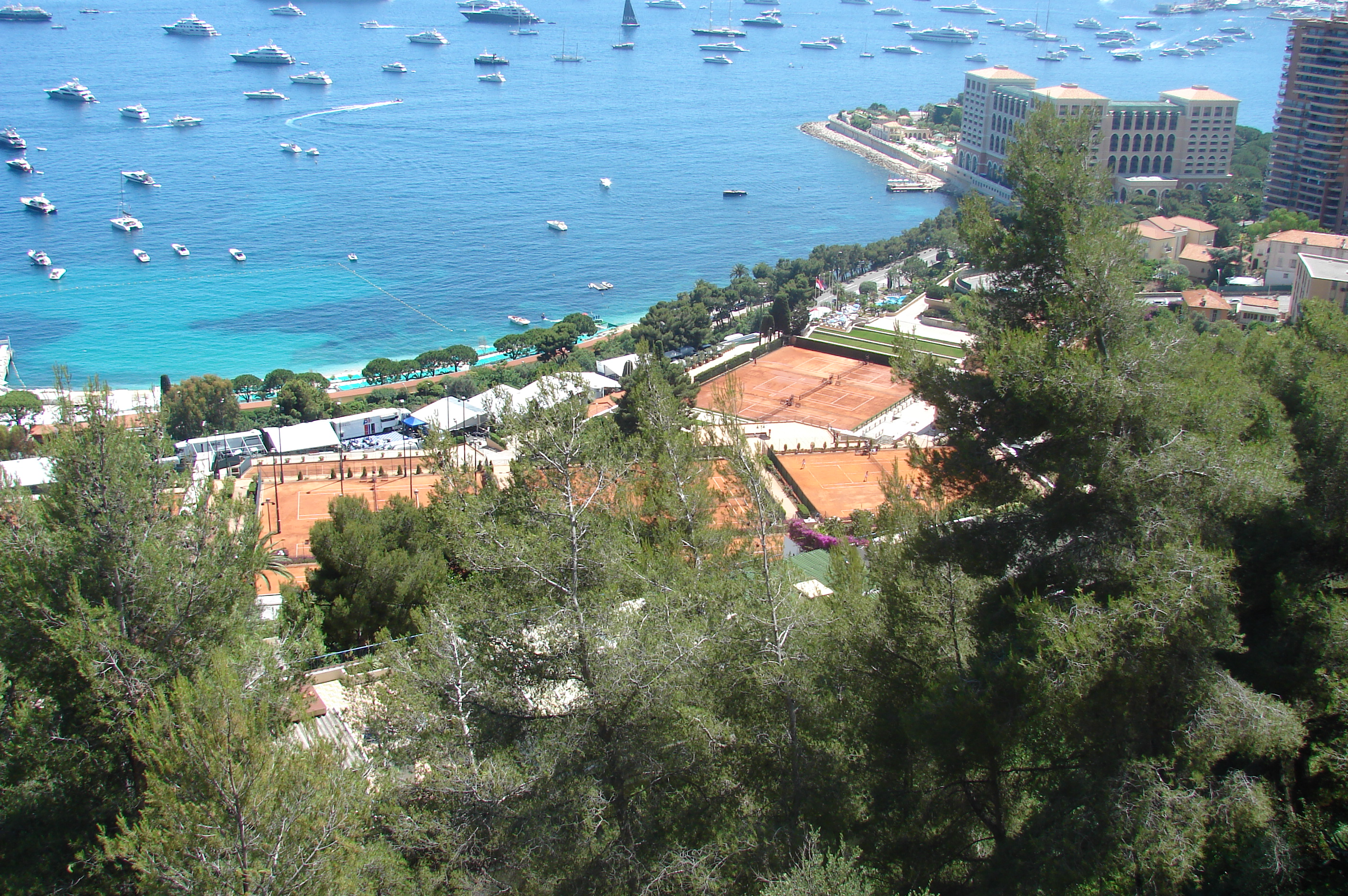
Areál klubu se zátokou
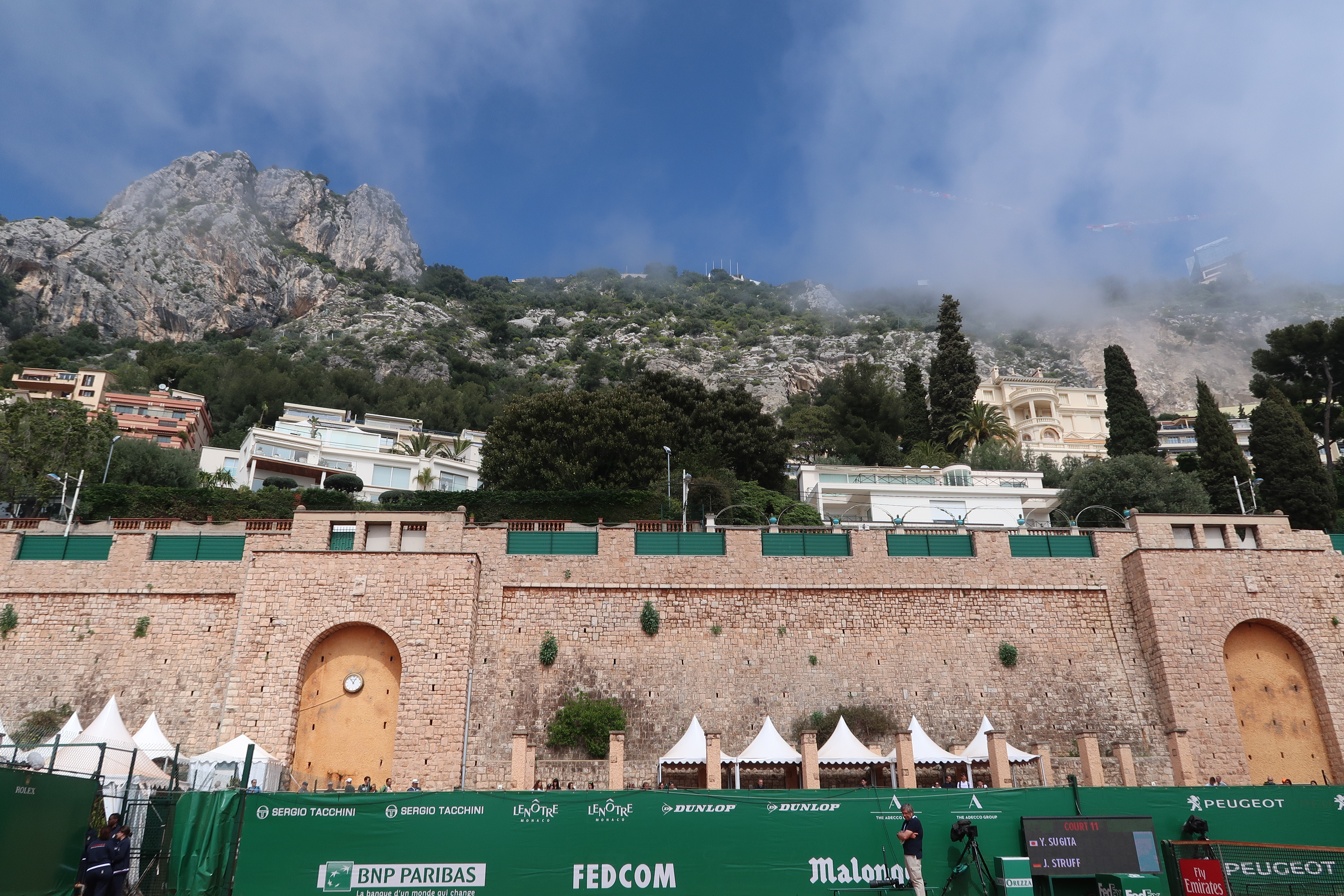
Areál klubu
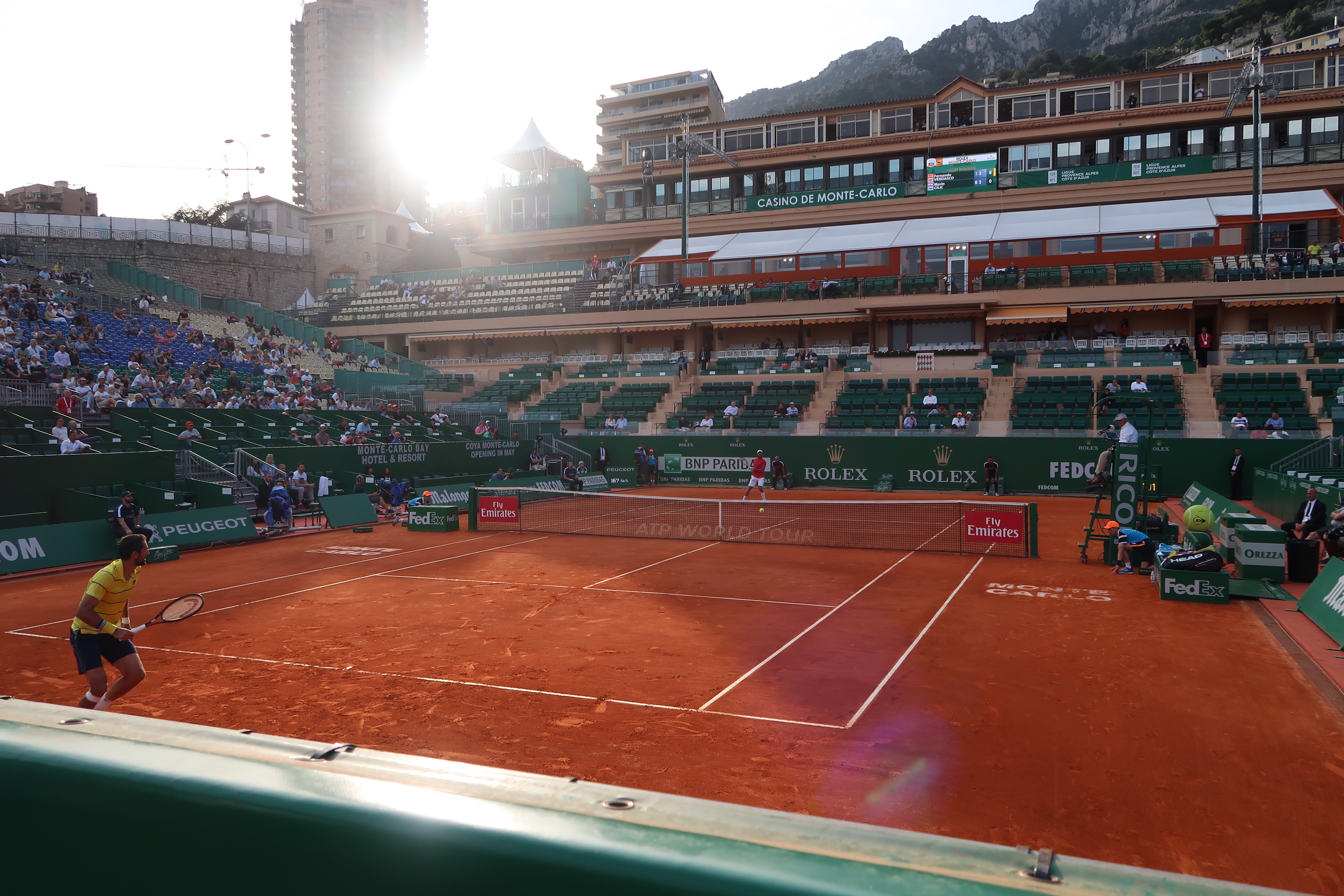
Centrální dvorec Rainiera III.
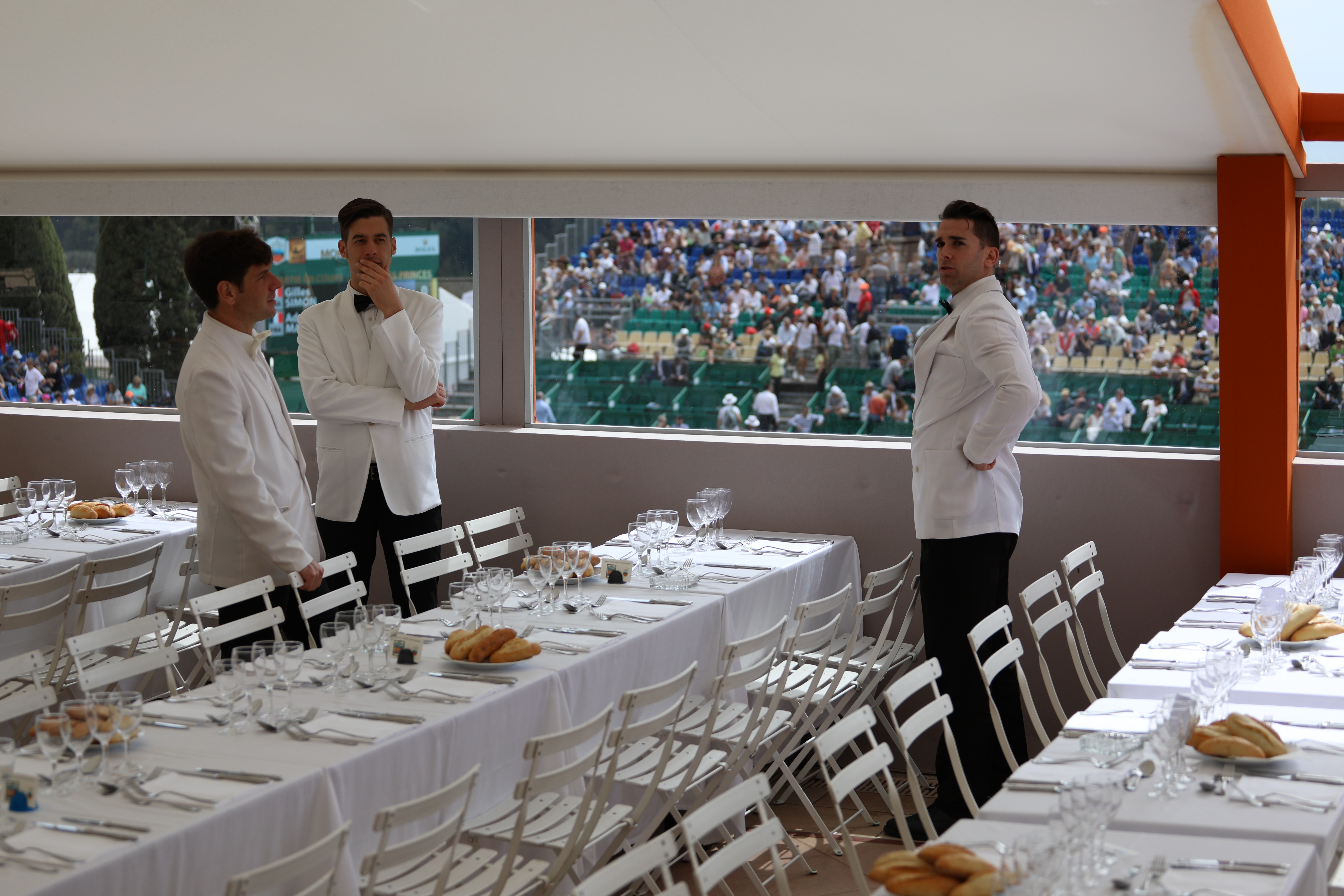
Restaurace centrkurtu